# Обязательная сертификация продукции
Обязательная сертификация продукции — процедура, целью которой является подтверждение соответствия продукции или услуг обязательным требованиям законодательства в области технического регулирования (в первую очередь, требованиям качества и безопасности). В завершение процедуры сертификации заявителю выдается сертификат соответствия.

## Сертификация в России
Участниками процесса обязательной сертификации являются:
- уполномоченный федеральный орган исполнительной власти в области сертификации;
- иные федеральные органы исполнительной власти;
- органы по сертификации;
- испытательные лаборатории (центры);
- изготовители (продавцы) продукции либо исполнители услуг.

К проведению работ по обязательной сертификации допускаются организации независимо от их организационно-правовой формы и формы собственности при условии:
- если они не являются изготовителями (продавцами, исполнителями) и потребителями (покупателями) сертифицируемой ими продукции/услуг;
- если они аккредитованы в установленном законом порядке.

Деятельность по сертификации конкретных видов продукции осуществляется в рамках соответствующих систем сертификации, которые могут быть как обязательные (например, ГОСТ Р, «Электросвязь», средств защиты информации и др.; всего около 20 систем), так и добровольные (свыше 130 систем).
Перечни продукции, подлежащей обязательной сертификации (либо подтверждению в форме декларирования) утверждаются Правительством Российской Федерации.
При обязательной сертификации действие сертификата и знака соответствия распространяется на всей территории Российской Федерации.